# Reisekrankheit
Reise- oder Bewegungskrankheit, fachsprachlich auch Kinetose (von gr. κινειν kinein, „bewegen“), nennt man Zustände mit körperlichen Reaktionen wie Blässe, Schwindel, Kopfschmerz, Übelkeit und Erbrechen, die durch ungewohnte passive Bewegungen, etwa in einem Verkehrsmittel oder in einem Wolkenkratzer ohne ausreichende Schwingungstilgung, ausgelöst werden können. Seekrankheit, Luftkrankheit, Raumkrankheit oder die Landkrankheit von Seeleuten auf Landgang sind bekannte Varianten. Passive Bewegung in Reisebussen, Autos, Zügen mit Neigetechnik, Flugzeugen und Achterbahnen kann ebenfalls die Symptome hervorrufen. Charakteristisch ist, dass die Fahrer des jeweiligen Fahrzeugs fast nie von Reisekrankheit geplagt sind.
Auch in Fahr- und Flugsimulatoren und Erlebniskinos sowie beim Spielen von Ego-Shootern kann es zum Auftreten derselben Symptome kommen. Erstere Form der Kinetose wird als Simulator Sickness (Simulatorkrankheit) bezeichnet; relativ neu sind Erkrankungsfälle unter Computerspielern (Gaming Sickness oder Spielübelkeit), insbesondere bei Nutzung von VR-Brillen (VR-Krankheit).
Die Symptome verschwinden in den meisten Fällen auch ohne Behandlung spätestens nach zwei bis drei Tagen, wenn die Bewegung aufhört.
In der Tiermedizin werden als „Reisekrankheiten“ auch jene Krankheiten bezeichnet, mit denen sich Tiere vorrangig bei Urlaubsreisen ins Ausland anstecken, wie beispielsweise die „Mittelmeerkrankheiten“:

## Symptome
Im Vorstadium empfindet der Betroffene leichtes Unwohlsein, leichtes Frösteln, kalten Schweiß und ein leicht drückendes Gefühl in der Magengegend. Er wirkt müde bis schläfrig und desinteressiert, reagiert langsamer, spricht weniger, ist etwas blass im Gesicht. Im Blut steigen die Spiegel der Stresshormone. Bei zunehmender Reisekrankheit entstehen kalter Schweißausbruch, Gähnen, Müdigkeit, Schläfrigkeit, Abgeschlagenheit, geistige Leere, Arbeitsunlust, Desinteresse bis hin zur Lethargie, Kopfschmerzen, Schwindel, Zwangsschlucken, Brechreiz, Sodbrennen und Erbrechen. Sowohl Rötung als auch Blässe und kalter Schweiß im Gesicht (infolge des gesteigerten Tonus der parasympathischen Anteile des vegetativen Nervensystems) können folgen. Erbrechen bringt nur kurzzeitige Erleichterung. Die Magen-Darm-Funktionen sind reduziert. Blutuntersuchungen zeigen, dass Stresshormone und ADH ausgeschüttet werden. Die wellenförmig an- und abschwellenden Beschwerden können tagelang anhalten. Schwere Seekrankheit ist begleitet von extremem Unwohlsein, Erbrechen bis zur völligen Magenleere (und bei längerem Anhalten des Erbrechens Dehydrierung), schwerer Depression und dem Gefühl, am liebsten sterben zu wollen. In besonders schweren Fällen müssen Patienten sogar festgebunden werden, damit sie nicht über Bord springen. In seltenen Fällen kann Reisekrankheit bei Menschen mit Herz-Kreislauf-Beschwerden zum Tod führen.

## Anfälligkeit
Jeder Mensch kann in jeder Phase seines Lebens von Reisekrankheit betroffen sein. Auch Seeleute, die ein Leben lang unbehelligt zur See gefahren sind, können plötzlich seekrank werden. Die alltägliche Erfahrung zeigt, dass Intensität, Frequenz und Dauer der passiven Bewegung für die Entwicklung der Reisekrankheit wesentlich sind. Studien zufolge variiert die Reaktion außerdem mit der Hauptbewegungsachse (vertikale Bewegungen werden schlechter vertragen als horizontale) und der Position der Versuchspersonen (sitzend, liegend etc.). Obwohl die individuelle Neigung zur Reisekrankheit sehr unterschiedlich ausfällt, lassen sich durch entsprechend harte Versuchsbedingungen bei jedem Menschen mit gesundem Gleichgewichtsorgan Symptome auslösen. Shepard vermutet, dass unempfindliche Menschen eine geringere Ausprägung des α2-Adrenozeptors aufweisen. Die Anfälligkeit ist stark altersabhängig: Kinder unter zwei Jahren sind kaum empfindlich, im Alter von zwölf Jahren wird ein Maximum erreicht, danach sinkt die Neigung zur Reisekrankheit wieder ab. Die Empfindlichkeit von Frauen und Männern unterscheidet sich Erfahrungen der NASA zufolge nicht. Psychologische Faktoren, wie die Introversion und Stresstoleranz der Versuchspersonen, wirkten sich relativ schwach aus.
Mindestens 50 % der Militärpiloten werden während der Ausbildung luftkrank, anderes fliegendes Personal auch später im Berufsleben. Flugsimulatoren verursachen Symptome bei 10–60 % der Flugschüler, im militärischen Kontext bis zu 88 %. Nur ein geringer Prozentsatz (3–11 %) bricht die Ausbildung deshalb ab. Auf Schiffen schwankt die Inzidenz der Erkrankung je nach Situation zwischen 1 und 100 %. Härteste Bedingungen herrschen z. B. in fensterlosen Freifallrettungsbooten. Auf großen Wasserfahrzeugen sind Personen an Bug und Heck stärker betroffen. Virtuelle Realität konnte einer Studie zufolge in 61 % der Teilnehmer Reisekrankheit hervorrufen. Raumkrankheit wird übereinstimmend in russischen und amerikanischen Weltraumprogrammen bei 30–67 % der Astro- bzw. Kosmonauten beobachtet; seltener nur bei den jeweiligen Piloten. Passagiere in Pkw sollen zu ca. 20 % betroffen sein; die Datenlage ist hier jedoch schwach.
Es gibt auch eine „Skikrankheit“ (engl. Ski Sickness). Diese kann bei Höhen über 2500 m auftreten. Ursachen sind vestibuläre Überstimulation durch Wedeln auf unebenem Grund, unzureichende visuelle Kontrolle (speziell bei Nebel), kleinere ophthalmologische Probleme (Myopie und Astigmatismus), veränderter somatosensorischer Input durch Skischuhe und Ski, Höhenangst, Angst vor Bergen, hoher Geschwindigkeit und atmosphärische Druckänderung im Ohr.
Bezeichnend ist, dass auf einem Schiff der Rudergänger weniger betroffen ist. Gleichermaßen können auf kurvenreicher Strecke sämtliche Insassen eines Autos reisekrank werden, mit Ausnahme des Fahrers.

## Ursachen
Der herrschenden Meinung zufolge entsteht die Reisekrankheit, wenn die Sinnesorgane widersprüchliche Informationen zur räumlichen Lage und Bewegung des Körpers liefern. Andauernde Widersprüche zwischen der so erfahrenen Bewegung und Lage des eigenen Körpers sollen ein Fehlersignal im Hirnstamm auslösen. Offenbar kann das Gehirn sich adaptieren, denn nach zwei bis drei Tagen lassen die Symptome bei den meisten Menschen nach. Die afferenten Bahnen kommen dabei von den Augen, vom Innenohr und von den Mechanorezeptoren in Muskeln und Gelenken. Widersprüche gibt es entweder zwischen dem Seheindruck und dem Lagesinn des Innenohrs (visuell-vestibularer Konflikt) oder innerhalb des Innenohrs zwischen den Bogengängen und den Beschleunigungssensoren (Kanal-Otolith-Konflikt). Die Seekrankheit auf einem Schiff würde in die erste Kategorie fallen; die zweite Art von Konflikten soll etwa in Achterbahnen oder Kampfflugzeugen zum Tragen kommen. Beispielsweise würde während einer kontinuierlichen passiven Rotation um eine Achse parallel zur Erdoberfläche die Endolymphe in den Bogengängen nach wenigen Sekunden mitrotieren und kein Signal mehr erzeugen, während die Statolithen unverändert beschleunigt werden.
Diese von Guedry und Reason 1970 entwickelte und seither vielfach geprüfte Hypothese erklärt auch ungewöhnliche Varianten, wie etwa die Symptome, die schon durch bloßes Ansehen des Videos einer Achterbahnfahrt entstehen können, oder solche, die an die Schwerelosigkeit gewöhnte Astronauten nach der Rückkehr auf die Erde entwickeln. Unklar ist, ob die körperliche Reaktion auf den neural mismatch (etwa: neuraler Versatz) einen biologischen Zweck erfüllt, oder ob das Erbrechen – eigentlich ein Schutzreflex gegen Vergiftung – irrtümlich ausgelöst wird.
Langsame Rotationen (< 0,4 Hz) verursachen wesentlich stärkere Beschwerden als solche > 1 Hz. Viele Studien haben versucht, einzelne Stimuli exakt auszuwerten. So soll auf Schiffen z. B. die Beschleunigung, deren Vorhersehbarkeit, die Periode der Bewegung, Wellenhöhe, Wellenlänge im Verhältnis zur Schiffslänge und das daraus erzeugte Rollen und Stampfen des Schiffes in einen Algorithmus zur Berechnung der Symptomhäufigkeit eingehen.
Schnelle Bewegungen, wie beim Reiten und Mountainbiken führen nicht zu Übelkeit.
Die Lage des hypothetischen „Fehlerzentrums“ im Gehirn, welches die Sinneseindrücke vergleicht und die vegetative Reizung verursacht, ist unklar. Theorien favorisieren die Vestibulariskerne im Mittelhirn und den Flocculus im Kleinhirn. Sicher ist jedoch nur, dass die gesamte Reaktion ohne Beteiligung des Großhirns abläuft. Auch die Chemorezeptoren in der Area postrema, die bei einer Vergiftungsreaktion das Brechzentrum reizen, sind Tierversuchen zufolge bei der Reisekrankheit nicht beteiligt.
Neuartige Schiffsrümpfe können durch geeignete Formgebung die kritischen 0,1–0,3 Hz Stampfbewegungen verringern. Große Schiffe sind zudem weniger anfällig als kleine. Außerdem kann es hilfreich sein, eine Kabine mittschiffs zu wählen – also eine, die zentral im Rumpf auf einem der mittleren Decks gelegen ist. Schiffsstabilisatoren sind ebenfalls nützlich. In Schiffen und Flugzeugen sollte den Passagieren möglichst die Sicht auf den unbeweglichen Horizont ermöglicht werden. Bei ersten Anzeichen scheint es günstig zu sein, sich hinzulegen und die Augen zu schließen. Tätigkeiten mit konzentriertem Sehen, wie Lesen oder Fernsehen, sollten vermieden werden. Professionelle Pilotenausbildungen beinhalten manchmal systematische Desensitivierungsprogramme mit Stimuli in steigender Intensität.

## Behandlung und Prävention
Die folgenden Maßnahmen können beim Auftreten der ersten Anzeichen einer akuten Reisekrankheit Linderung verschaffen:
- Sich flach auf den Rücken legen,
- Den Kopf ruhig halten und
- Die Augen schließen, damit optische Reize aus der Wahrnehmung genommen und die miteinander in Konflikt stehenden Reize verringert werden.[11]
- Auf Sportbooten hat es sich bewährt, die nur leichte Symptome zeigende Person als Rudergänger einzuteilen. In der Regel verschwinden die Symptome bereits nach wenigen Minuten.

Als Methoden, Auswirkungen sensorischer Konflikte zu verringern, sind bekannt:
- Auf den Horizont blicken, damit die optischen Eindrücke besser mit den Bewegungen übereinstimmen. Dabei solle man Kopf und Körper so ruhig wie möglich halten, um den Einfluss unerwarteter äußerer Faktoren zu minimieren.
- Ein Gewöhnungstraining, bei dem man sich vor einer Reise jenen Bewegungen aussetzt, die einen wahrscheinlich erwarten, verringert das Risiko, seekrank zu werden.
- Bewusst langsame und tiefe Atmung oder Bauchatmung stimulieren den Vagusnerv, der für die Kontrolle von Übelkeit wichtig zu sein scheint, und so Symptome verringern kann. In diese Richtung wirkt auch Ingwer, siehe unten.
- Bei Soldaten, die in Transportmaschinen saßen, verringerte ein Festschnallen des Kopfs am Sitz die Beschwerden.

Lassen die Symptome dennoch nicht nach, eignen sich die folgend genannten Medikamente zur Behandlung.

### Medikamente
Unter den verschreibungspflichtigen Medikamenten hat Scopolamin die schnellste Ansprechrate und die beste Wirksamkeit, erkauft durch Nebenwirkungen wie Müdigkeit, Sehstörungen und Mundtrockenheit. Es sind Tabletten, Injektionen, und langzeitwirksame transdermale Pflaster im Handel. Kinder und alte Menschen vertragen Scopolamin schlecht; eine wichtige Kontraindikation ist das Engwinkelglaukom. Auch manche H1-Antihistaminika, wie Dimenhydrinat oder Neuroleptika wie Promethazin, haben im Gehirn anticholinerge Wirkungen und Nebenwirkungen, allerdings schwächer als Atropin und Scopolamin. Auch diese Arzneimittel sind für akut Erkrankte in Form von Injektionen verfügbar. Die Droge Amphetamin wurde im Zweiten Weltkrieg an die Soldaten ausgegeben; heute kann Ephedrin in ausgewählten und schweren Fällen eingesetzt werden. Andere Substanzen, die sonst gegen Übelkeit verabreicht werden, wie Metoclopramid und Ondansetron, sind gegen die Reisekrankheit nicht wirksam.
Rezeptfreie, allerdings apothekenpflichtige Medikamente enthalten meist Dimenhydrinat. Neben Tabletten gibt es auch antihistaminhaltige Kaugummis.

### Andere Therapien

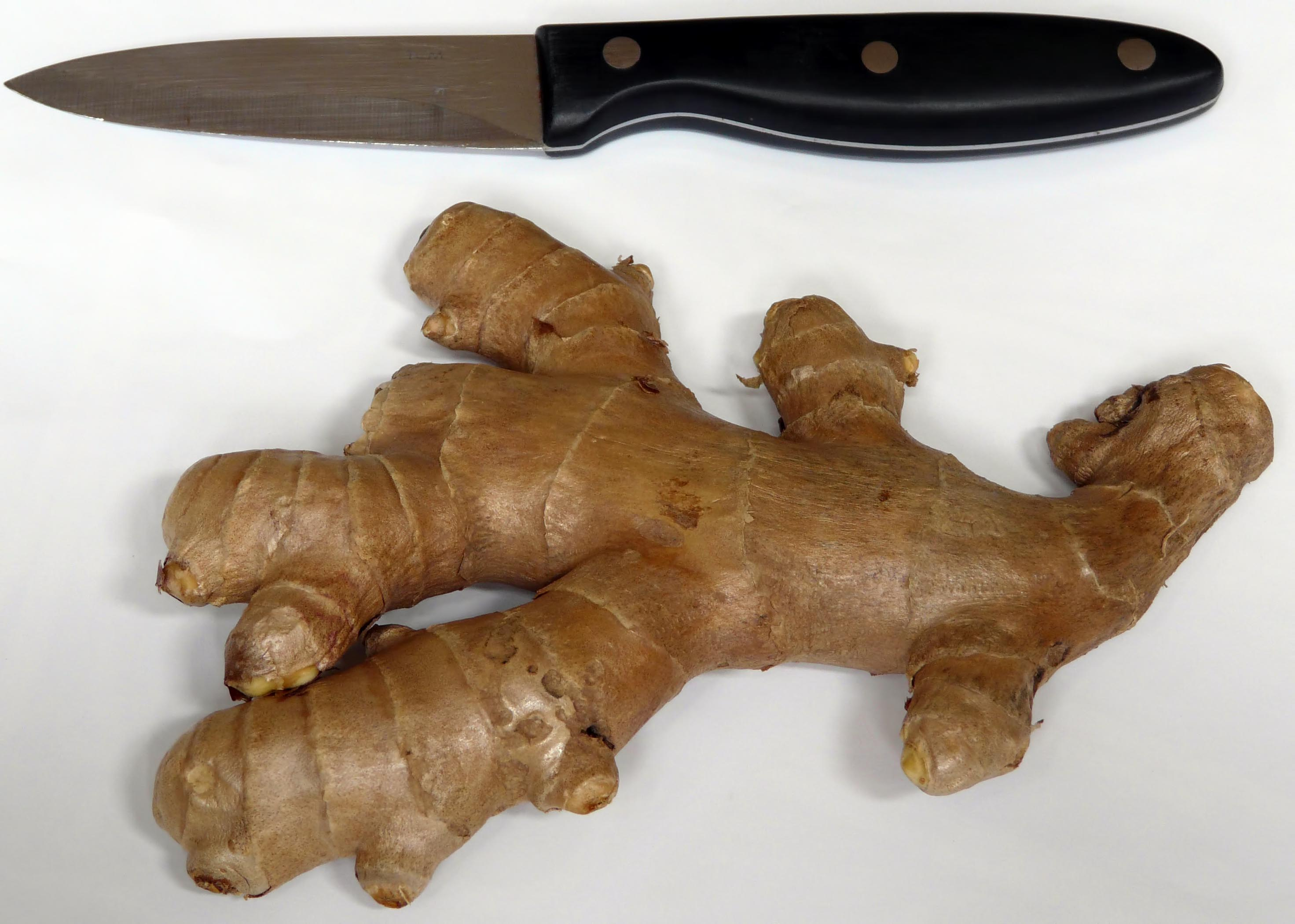
Ingwerknolle

Ingwer hat eine antiemetische Wirkung. Er wird in Form von kleinen Scheibchen von der rohen „Wurzel“ gekaut, als Pulver oder in Tablettenform eingenommen. Mit der Medikation kann schon am Vortag begonnen werden. Er gilt als nebenwirkungsarm, sollte jedoch von Menschen mit Magengeschwüren und Gallensteinleiden nicht verwendet werden. In einer kleinen doppeltblinden Studie, die an 80 Seekadetten durchgeführt wurde, reduzierte Ingwer im Vergleich zum Placebo signifikant das Auftreten von Erbrechen.
Zwei Placebo-kontrollierte Studien, davon eine doppelblind, zeigten keinen Unterschied zwischen den vier Gruppen.
Da es nach dem Allergologen Reinhart Jarisch einen Zusammenhang zwischen dem biogenen Amin Histamin und der Seekrankheit gibt, kann es sinnvoll sein, vor der Reise eine histaminarme Diät einzuhalten.
Auch wird empfohlen, täglich bis zu 2 g Vitamin C einzunehmen, da es (wie viele andere Stoffe auch) offenbar eine histaminsenkende Wirkung hat.
Es gibt verschiedene Möglichkeiten, Histamin (wichtigster Auslöser der Übelkeit) abzubauen: Vitamin C kann oxydativ Histamin abbauen, was Chemiker bestätigen. Zitat: „Auch hochdosiertes Vitamin C konnte in einer prospektiven, doppelblinden und Placebo-kontrollierten Studie die Symptome der Seekrankheit ohne erkennbare Nebenwirkungen nachweislich reduzieren“. Darüber hinaus baut das Enzym Diaminoxydase (DAO) Histamin ab. Dies erklärt auch das Sistieren der Schwangerschaftsübelkeit ab der zwölften Schwangerschaftswoche, da dann das Histamin abbauende Enzym DAO auf das hundertfache steigt und Histamin abbauen kann.

Auch Kaubewegungen wirken antiemetisch. Dies konnte in einer Vergleichsstudie mit Ondansetron (wird bei Chemotherapie von Krebspatienten gegen Übelkeit eingesetzt) gezeigt werden. In Zusammenarbeit mit der Deutschen Marine wurde ein Vitamin-C-haltiger Kaugummi erzeugt, der die Histamin abbauende Wirkung von Vitamin C mit der antiemetischen Wirkung der Kaubewegungen vereint. 
Eine Studie der Deutschen Marine auf einer Fregatte mit dem Vitamin-C-haltigen Kaugummi ist angelaufen.
Brillen, die einen künstlichen Horizont erzeugen, indem die Gläser zweiwandig sind und im Zwischenraum etwa zur Hälfte eine Flüssigkeit eingebracht ist, zeigen dem Träger die Richtung des Beschleunigungsvektors an. Zu diesem Produkt gibt es jedoch keine nachprüfbaren Wirkungsnachweise. Die Brille »Seetroën« des Autoherstellers Citroën soll angeblich bei 94 Prozent der Benutzer die Reisekrankheit stoppen.